# Hållerudstjärnen
Hållerudstjärnen är en sjö i Munkfors kommun i Värmland och ingår i Göta älvs huvudavrinningsområde.